# Círcol Republicà Federal
El Círcol Republicà Federal (CRF) fou la secció local sabadellenca del Partit Republicà Democràtic Federal ideat per Pi i Margall. La realitat social de Sabadell en aquell període va afavorir que el republicanisme federal hi adquirís molta força.
Es fundà a primers de març del 1887. Amb les aportacions dels socis, es construí un gran edifici com a seu al carrer del Jardí, inaugurat per Pi i Margall. Posteriorment a l'edifici hi va haver l'Escola de Comerç i en la postguerra fou ocupat pel Frente de Juventudes. En el moment de màxima esplendor es coneixia com la Catedral Republicana del Vallès, amb una notable activitat cultural, recreativa i política. Avui encara conserva part de la seva antiga esplendor arquitectònica.
Fins a l'adveniment de la Segona República Espanyola, el 1931, el CRF va dur a terme una gran activitat dins del municipi i es guanyà la fama d'honestedat i seriositat. Un dels principals impulsors fou Jaume Ninet i Vallhonrat, empresari metal·lúrgic i alhora polític sabadellenc.
A partir del març del 1931, alguns membres del CRF es van alinear amb la recent fundada Esquerra Republicana de Catalunya –principalment, els més joves–, i van fundar el Casal Català d’Esquerra de Sabadell, la secció local de la nova formació política. Durant la guerra civil, el CRF s'acabà adherint com a organització a ERC de manera ferma i compromesa, sota la presidència de Joan Pont i Padrós, i, per tant, va formar part d'aquest partit fins a la derrota republicana a mans del feixisme i per imposició de la nova legalitat franquista.
Foren membres destacats del Círcol Republicà i Federal: Joan Sala i Rovira, president de les Joventuts entre el 1934 i 1936, Joan Balart i Armengol, Magí Marcé i Segarra, Joan Miralles i Orrit, Joan Morral i Pelegrí, Joan Puig i Pujol, Fidela Renom i Soler, Salvador Ribé i Garcia, entre d'altres. Hi militaren Joan Bartomeu, Conrad Crespí, Ricard Simó, entre d'altres.